# Spongia lamella
Spongia lamella är en svampdjursart som först beskrevs av Schulze 1879.  Spongia lamella ingår i släktet Spongia och familjen Spongiidae. Inga underarter finns listade i Catalogue of Life.